# Bombus ternarius
Bombus ternarius, comúnmente denominado abejorro de cinturón naranja o abejorro tricolor, es una especie de abejorro negro, naranja y amarillo de la familia Apidae. Es un insecto social que anida en el suelo, cuyo ciclo de colonias dura solo una temporada, común en todo el noreste de Estados Unidos y gran parte de Canadá. 
El abejorro de cinturón naranja busca alimento en Rubus, varas de oro, Vaccinium y algodoncillos que se encuentran en toda la zona de distribución de la colonia. Como muchos otros miembros del género, Bombus ternarius exhibe una estructura social compleja con una casta de reina reproductiva y una multitud de obreras hermanas con labores como forrajeo, cuidado de la cría y mantenimiento del nido divididas entre los subordinados.

## Descripción

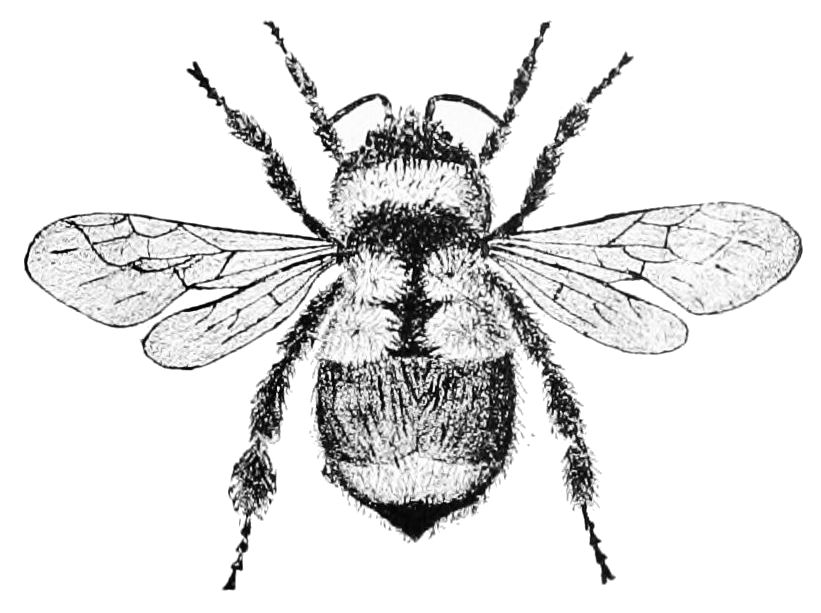
Dibujo de ejemplar de B. ternarius.

B. ternarius es un abejorro pequeño y bastante delgado. La reina mide de 17 a 19 mm de largo y el ancho del abdomen es de 8,5 a 9 mm. Las obreras miden de 8 a 13 mm y los zánganos miden 9,5 a 13 mm de longitud. Tanto la obrera como el zángano tienen un abdomen de aproximadamente 4,5 a 5,5 mm de ancho.
La reina y las obreras tienen la cabeza negra, con algunos pelos de color amarillo pálido. El tórax anterior y posterior y el primer y cuarto segmento abdominal son amarillos, los segmentos abdominales 2 a 3 son anaranjados y los segmentos terminales son negros. La reina y las obreras se parecen mucho, y la diferencia más notable entre ellas es el tamaño de sus depósitos de grasa. Las obreras tienen muy poca grasa, especialmente en el abdomen, lo que deja mucho espacio para el estómago de miel, un agrandamiento del esófago en el que se puede almacenar el néctar en los viajes de alimentación. Por el contrario, en las reinas jóvenes, el abdomen está en gran parte lleno de grasa. Esto lleva a que las reinas sean más pesadas para su tamaño que las obreras.
El zángano tiene la cabeza amarilla con algunos pelos negros. La coloración del tórax y abdomen es similar a la de las hembras, con la excepción de que los últimos segmentos abdominales son amarillos en los lados. El pelaje del zángano es más largo que el de las hembras.
B. huntii, otra especie de abejorro común en todo el oeste de los Estados Unidos, es casi idéntica en coloración a B. ternarius, aunque tiene principalmente pelos faciales amarillos en lugar de negros.

## Distribución
B. ternarius se distribuye principalmente en el norte de los EE. UU. y gran parte de Canadá. Su zona de distribución se extiende desde el Yukón hasta Nueva Escocia y Columbia Británica. Su territorio de Estados Unidos se extiende desde Nueva York y Pensilvania hasta Míchigan, Washington, Wyoming, Utah y Montana Los abejorros tienen más éxito en el clima templado del norte, pero rara vez se pueden encontrar más al sur.
B. ternarius, como la mayoría de los miembros de su género, son estacionales, lo que significa que la reina sale de la hibernación a fines de abril para comenzar una nueva colonia. Las obreras vuelan de mayo a octubre cuando toda la colonia muere (excepto las reinas, que entran en hibernación) para comenzar el ciclo nuevamente.

## Ciclo vital y nidificación
A fines de abril, la reina sale de la hibernación debajo de unos 5 a 10  cm de tierra suelta u hojarasca y comienza a buscar un sitio de anidación. Bombus ternarius prefiere anidar bajo tierra en cavidades pequeñas y poco profundas como madrigueras de roedores o grietas naturales. Vuela muy cerca del suelo, deteniéndose a menudo para investigar los agujeros en la tierra, y una vez que  encuentra un sitio satisfactorio para el nido, busca polen y néctar para mantener a su futura descendencia. A continuación, la reina secreta una capa protectora de cera y construye una cavidad donde pone huevos fertilizados destinados a ser los primeros de los nuevos trabajadores. La reina se ubica a horcajadas sobre los huevos, lo que permite un contacto cercano entre la superficie ventral de su abdomen y el tórax y los huevos. Este contacto cercano le permite a la reina incubar a sus crías con el calor que genera al pulsar contracciones en su abdomen.
Estos huevos evolucionan a través de cuatro fases del ciclo de vida, comenzando como huevo, luego como larva, pupa y aproximadamente un mes después de la puesta del huevo, emergen las obreras adultas. Teniendo en cuenta que todo el ciclo de vida de una colonia dura solo una temporada, la incubación es necesaria porque acelera el desarrollo de las primeras obreras. Sin embargo, la generación de una cantidad tan grande de calor es increíblemente costosa para la reina. La reina usa aproximadamente 600 mg de azúcar por día para incubar a sus crías. Para obtener esta cantidad de energía, es posible que deba visitar hasta 6.000 flores. Naturalmente, durante su ausencia, la cría se enfría rápidamente, por lo que la disponibilidad de flores abundantes y gratificantes cerca del sitio del nido es vital.
Las obreras recién nacidas asumen el deber de buscar aliemnto y expandir el nido. Las obreras también ayudan en la incubación de huevos y larvas. Los nidos de B. ternarius rara vez superan los 200 individuos.
A finales del verano, la reina pasa a poner huevos sin fertilizar, que se convierten en zánganos machos destinados a la reproducción. Hacia el final de su vida, la reina vuelve a poner huevos fertilizados. Estos huevos dan lugar a nuevas hembras reinas. Las nuevas reinas adultas buscan comida. Usan el nido como refugio, pero las nuevas reinas no contribuyen a las reservas de alimento de los nidos. Durante este tiempo, las nuevas reinas se aparean con zánganos machos errantes, acumulan reservas de grasa corporal y llenan su cosecha de néctar con miel para sobrevivir a la hibernación invernal. El resto de la colonia, incluida la vieja reina, muere a mediados de otoño.